# Stanislas Reychan
Stanislas Reychan (wł. Stanisław Stefan Edward Maria Reychan) (ur. 8 października 1897 w Wiedniu, zm. 7 listopada 1994 w Wielkiej Brytanii) – angielski ceramik pochodzenia polskiego i austriackiego.

## Życiorys
Syn polskiego malarza Stanisława Reichana i Austriaczki Ireny Walerii von Metzger, która zmarła w 1903. Służył w armii austriackiej, ukończył studia na Uniwersytecie Lwowskim. W 1946 zamieszkał w Wielkiej Brytanii, gdzie studiował na Wydziale Ceramiki w St Martin's School of Art oraz Central School of Arts and Crafts pod kierunkiem Dory Billington. W 1958 zdobył brązowy medal Salon Paris, a w 1960 srebrny medal.